# Richard Paget (2e baronnet)
Richard Arthur Surtees Paget, 2e baronnet (13 janvier 1869 - 23 octobre 1955) est un avocat britannique et chercheur scientifique amateur, spécialisé dans les sciences de la parole et l'origine de la parole. Après la publication de son livre sur ces sujets, Human Speech, en 1930, Paget travaille pendant les décennies restantes de sa vie sur un nouveau type de système de signature pour les sourds, qui devient le Système de signes Paget Gorman.

## Première vie et éducation
Paget est né en 1869 à Cranmore Hall, Somerset, fils de Richard Paget, 1er baronnet, député conservateur et de Caroline Isabel Surtees, la fille de Henry Surtees, un autre député du comté de Durham. Il fait ses études au Collège d'Eton, puis au Magdalen College d'Oxford, où il obtient un diplôme de troisième classe en chimie. Il succède à son père en tant que baronnet en 1908.

## Carrière juridique
Paget est admis au barreauen tant qu'avocat à l'Inner Temple en 1895. Son esprit juridique et scientifique aiguisé le fait nommer à un certain nombre de commissions, conseils et comités juridiques, notamment la Cour d'arbitrage de Londres, le Comité du droit des brevets et le Conseil de l'Amirauté des inventions et de la recherche,.

## Scientifique amateur
De formation chimiste et ayant travaillé comme physicien, Paget s'intéresse à divers domaines scientifiques. Il est également très versé dans la musique et les arts (et écrit plusieurs chansons ainsi que construit ses propres instruments de musique), mais sa réputation est celle d'un scientifique "amateur excentrique".
La fille de Richard, Pamela Paget (plus tard Lady Glenconner), est souvent le sujet de ses expériences. Le fils de Pamela et le petit-fils de Richard, Alexander Chancellor (en), écrit dans sa chronique "Long Life" dans The Spectator que Pamela s'est cassé le bras lorsque Richard l'a encouragée à se jeter en arrière depuis la plate-forme ouverte d'un bus londonien sur Park Lane pour démontrer son théorie selon laquelle, en raison des courants d'air, on pourrait tomber horizontalement d'un bus roulant à une certaine vitesse et atterrir en toute sécurité sur la route. Selon la nécrologie de Lady Glenconner dans The Telegraph, Richard a également rempli les oreilles de ses filles de mélasse (pour simuler la surdité) tout en testant son système de langue des signes.

### La parole et la langue des signes
L'héritage le plus durable de Richard Paget sont ses recherches sur la nature de la parole et de la communication humaines. Bien qu'il ait contribué à plusieurs branches du domaine, de la phonétique et de la vocalisation à la linguistique et au vocabulaire, ce sont ses théories sur l'origine de la parole et l'« action pantomime » des lèvres et de la langue étant liée aux sens et aux émotions du locuteur qui conduisent à sa thèse centrale selon laquelle les signes et les gestes de la main sont la forme originale de la communication humaine et que les humains ont évolué pour communiquer vocalement alors que leurs "mains [étaient] pleines". Son livre sur ces idées, Human Speech, est publié en 1930 et réédité en 1964 en raison de ses liens avec les développements ultérieurs de l'ingénierie de la communication . L'auteur irlandais James Joyce est un fervent adepte des recherches de Paget, et ses travaux et ceux de Marcel Jousse ont influencé l'étude et l'utilisation du langage par Joyce.
Dans les années 1930, Richard commence à développer un système de langage des signes codé manuellement. Il collabore avec le bibliothécaire de l'Institut national royal des sourds, Pierre Gorman, pour développer davantage le système. À sa mort en 1955, sa veuve, Grace Paget, poursuit le travail avec Gorman, et le système de signes Paget Gorman résultant est largement utilisé dans l'éducation des enfants sourds en Grande-Bretagne des années 1960 aux années 1980,.

## Mariage et enfants
Paget est marié deux fois. Il épouse Muriel Evelyn Vernon Finch-Hatton (fille de Murray Finch-Hatton (12e comte de Winchilsea)) le 31 mai 1897 ; ils ont trois filles et deux fils (dont l'un meurt en bas âge). Son plus jeune enfant, John Starr Paget (1914-1992), lui succède comme baronnet Paget.
Lady Muriel est décédée en 1938 d'un cancer et d'épuisement. Le 22 juillet 1939, Richard épouse Grace Hartley Glover ; ils n'ont pas d'enfants.